# Siraitia grosvenorii
Espèce
Classification APG III (2009)
Le fruit de moine (Siraitia grosvenorii), est une espèce de plantes à fleurs du genre Siraitia et de la famille des cucurbitacées. C'est une plante grimpante pérenne originaire du sud de la Chine. C'est l'une des quatre espèces du genre. Il est connu sous le synonyme de Momordica grosvenorii et Thladiantha grosvenorii. Les autres espèces du genre Siraitia sont Siraitia siamensis poussant en Thaïlande, Siraitia sikkimensis et Siraitia silomaradjae poussant en Inde, et Siraitia taiwaniana poussant à Taïwan.

## Description
La plante pousse de 3 à 5 m de long, s'élevant verticalement en s'accrochant et en s'enroulant sur les autres végétaux. Les feuilles en forme de cœur font de 10 à 20 cm de long. Le fruit de forme ovale de  5 à 7 cm de diamètre contient une pulpe sucrée, comestible ainsi que de nombreuses graines ; il est plus connu sous son nom chinois luo han guo (罗汉果, 羅漢果, luóhàn guǒ, « fruit du arhat ») ou son nom japonais rakanka (ラカンカ / 羅漢果, rakanka).

## Utilisation
L'extrait du fruit, 300 fois plus sucré que le saccharose avec zéro calorie, est utilisé comme édulcorant naturel alimentaire et est un des ingrédients de la médecine chinoise traditionnelle. Ce sont des hétérosides au pouvoir sucrant intense : le mogroside V, mogroside IV et le siamenoside I, qui sont responsables du goût sucré du fruit.
Le mogrol (C30H52O4) est un mogroside (composé terpénoïde) principalement présent chez le fruit de moine exerce des effets pharmacologiques (antioxydant, anti-inflammatoire, cardioprotecteur et neuroprotecteur en modèle murin. Il est cité avec l'acide férulique présent dans le même fruit parmi les composés naturels dérivés de plantes avec un potentiel thérapeutique dans la maladie d'Alzheimer pour cibler la neuroinflammation médiée par la microglie (2024).